# Gottfried Frölich
Gottfried Frölich (* 3. Juni 1894 in Dresden; † 30. Juli 1959 in Heidenheim an der Brenz) war ein deutscher Generalmajor der Wehrmacht im Zweiten Weltkrieg.

## Leben
Frölich trat zu Beginn des Ersten Weltkriegs am 12. August 1914 als Fahnenjunker in die II. Ersatz-Abteilung des 4. Feldartillerie-Regiments Nr. 48 der Sächsischen Armee ein. Anfang Februar 1915 wurde er dem mobilen Regiment an der Westfront überwiesen, dass zu diesem Zeitpunkt in Stellungskämpfen an der Aisne lag. Er avancierte am 16. Mai 1915 zum Leutnant, wurde am selben Tag verwundet und befand sich daraufhin knapp zwei Monate im Lazarett. Nach seiner Gesundung zunächst wieder bei der II. Ersatz-Abteilung tätig, versah Frölich ab Ende August 1916 wieder Dienst als Batterieoffizier an der Aisne. Anfang März trat sein Regiment zum Artillerie-Kommandeur Nr. 241 der 241. Infanterie-Division über und kam nun an der Ostfront zum Einsatz. Frölich war von Mitte August bis Anfang Dezember 1917 Adjutant der I. Abteilung. Während des Waffenstillstandes an der Ostfront war er für einen Monat zur Schießschule Remberlow kommandiert und verlegte anschließend mit seinem Regiment wieder an die Westfront. Nachdem er bereits beide Klassen des Eisernen Kreuzes, das Ritterkreuz II. Klasse des Verdienstordens sowie des Albrechts-Ordens II. Klasse mit Schwertern erhalten hatte, wurde Frölich am 16. April 1918 für sein Wirken während der Großen Schlacht in Frankreich durch König Friedrich August III. mit dem Ritterkreuz des Militär-St.-Heinrichs-Ordens beliehen.
Nach dem Waffenstillstand von Compiègne war Frölich ab Ende Dezember 1918 Gerichtsoffizier und Vorstand der Mobilmachungsabteilung der II. Ersatz-Abteilung seines Regiments. Er schloss sich nach der Demobilisierung als Regimentsadjutant dem Zeitfreiwilligen-Feldartillerie-Regiment 48 an. Am 10. Dezember 1919 folgte seine Übernahme in die Reichswehr. Frölich war zunächst im Reichswehr-Artillerie-Regiment 12 tätig, wurde Ende Oktober 1920 zur Fahr-Abteilung 12 kommandiert und am 1. Januar 1921 in die 4. Fahr-Abteilung versetzt. Im Februar 1921 absolvierte er einen Nachrichtenlehrgang bei der 4. Nachrichten-Abteilung in Dresden. Am 1. Februar 1922 wurde er zur Fahrtruppe der 4. (Sächsische) Sanitäts-Abteilung versetzt und war in der Folgezeit zum Schießlehrgang nach Königsberg sowie zum 4. (Preußisches) Pionier-Bataillon in Magdeburg kommandiert. Am 1. Februar 1925 erfolgte seine Rückversetzung in 4. Fahr-Abteilung. Frölich stieg Anfang April 1925 zum Oberleutnant auf und war ein Jahr später zum Fahr- und Gerätelehrgang in Hannover sowie zum Offizierwaffenschullehrgang in Dresden kommandiert. Für zwei Jahre war er Abteilungsadjutant und wurde am 1. Oktober 1929 unter Beförderung zum Hauptmann zur 6. Batterie des 4. Artillerie-Regiments nach Bautzen versetzt. Nach einem Kommando zu einem Schießlehrgang für Artillerieoffiziere an der Artillerieschule in Jüterbog rückte Frölich im Oktober 1930 zum Stab der II. Abteilung auf und wurde ein Jahr später zum Chef der 5. Batterie ernannt. Daran schloss sich ab April 1934 eine sechsmonatige Verwendung als Adjutant des Artillerieführers IV an. Anschließend wurde er zum Kommandeur der I. Abteilung des Artillerie-Regiments „Naumburg“ ernannt, aus dem mit der Bildung der Wehrmacht das Artillerie-Regiment 14 hervorging.
Bis Juni 1938 stieg Frölich zum Oberstleutnant auf und diente von Mitte November 1938 über den Beginn des Zweiten Weltkriegs bis November 1939 als Kommandeur der II. Abteilung des Artillerie-Regiments 76 in Wuppertal. Mit dem Regiment nahm er am Überfall auf Polen teil. Anschließend wurde er bis zur Umbenennung Kommandeur des II. Bataillons des Artillerie-Regiments 78 bei der 7. Panzer-Division unter dem damaligen Generalmajor Erwin Rommel. Er übernahm bis November 1939 das aus dem Artillerie-Regiments 78 entstandene Panzerartillerie-Regiments 78 als deren Kommandeur, im August 1940 zum Oberst befördert. Das Regiment wurde 1940 in Frankreich und Belgien eingesetzt, war für die mögliche Invasion Großbritanniens vorgesehen und kam bei der Operation Barbarossa zum Einsatz. Insgesamt kämpfte das Regiment von 1941 bis 1943 an der Ostfront und Frölich wurde am 2. Februar 1942 mit dem Deutschen Kreuz in Gold ausgezeichnet.
1943 war Frölich mit der Führung des Grenadier-Regiments 7 beauftragt, wurde am 9. Juni in die Führerreserve versetzt und am 12. September 1943 mit der Führung der zu diesem Zeitpunkt nur als Reserve der 9. Armee eingesetzten 36. Infanterie-Division beauftragt. Bereits acht Tage später beauftragte man ihn zunächst mit der stellvertretenden, ab dem 5. November mit der Führung der 8. Panzer-Division und ernannte ihn mit der Beförderung zum Generalmajor zum Kommandeur dieses Großverbandes. Am 20. Oktober 1943 hatte Frölich das Ritterkreuz des Eisernen Kreuzes erhalten. Während einer Erkrankung und der damit einhergehenden Versetzung in die Führerreserve von Anfang April bis Ende Juli 1944 wurde er durch Oberst Werner Friebe vertreten. Die Division stand an der Ostfront und vollzog der Heeresgruppe Süd zugewiesen den Rückzug nach Galizien. Friebe hatte sich als nicht geeignet für eine Divisionsführung herausgestellt, sodass Frölich wieder in die Position zurückkehrte. Nach einer erneuten Erkrankung und Versetzung in die Führerreserve wurde er am 22. Januar 1945 von Generalmajor Heinrich-Georg Hax abgelöst. Die Ablösung erfolgte, nachdem der General der Panzertruppen Hermann Balck Frölich zu geringe Aggressivität beim Kampf um Ungarn vorwarf und ihn mitverantwortlich für den Ausgang gemacht hatte. Die Beförderung zum Generalleutnant war damit obsolet. Mitte März 1945 wurde er als Nachfolger von Hans von Tettau Führer der Korpsgruppe von Tettau, eine zusammengewürfelte Einheit hauptsächlich aus Volkssturm, eingesetzt, konnte die Verteidigung an der baltischen Küste nicht erreichen und blieb in dieser Position bis Mitte April 1945. Anschließend war er Höherer Artilleriekommandeur (Harko 313) der 3. Panzerarmee beim General der Panzertruppen Hasso von Manteuffel, welchen er durch seine Zeit bei der 7. Panzer-Division kannte. Das Kriegsende erlebte er an der Ostfront. Frölich geriet am 2. Mai 1945 in britische Kriegsgefangenschaft, aus der er am 19. Mai 1948 entlassen wurde.